# Saint-Lager-Bressac
 Saint-Lager-Bressac  là một xã ở tỉnh Ardèche, vùng Rhône-Alpes ở đông nam nước Pháp.